# Villa Franchin
Villa Bottoni, Scopinich, Franchin è una villa veneta di Marocco, località di terraferma del comune di Venezia a nord di Mestre.
Sorge sul lato occidentale del Terraglio, strada nota per l'elevata concentrazione di palazzi signorili.

## Storia
Nel 1573 l'area dove ora sorge villa Franchin era occupata dalle sole adiacenze meridionali, meno ampie rispetto alle attuali. La proprietà, che comprendeva anche tredici campi, era di Piero Magno il quale l'aveva affittata a Zuan Maria Boldrin; questi, a sua volta, li dava da lavorare a Zuane Zanin.
Una villa vera e propria fu eretta probabilmente all'inizio Seicento da Alvise Bottoni. Un disegno del 1631, infatti, ne attesta per la prima volta l'esistenza e la rappresenta con linee assai simili a quelle attuali. Nel 1663 il complesso, con i tredici campi annessi, era passato alla vedova del Bottoni, Elena, ed era gestito dal gastaldo Santo Prete.
Successivamente pervenne ai Priuli ai quali si deve, nel 1702, l'erezione dell'oratorio prospiciente al Terraglio. Un documento catastale del 1740 testimonia che ad Alvise di Alessandro Priuli e ai suoi fratelli apparteneva un «casin con brollo per uso», oltre a una «casa colonica e campi 11 circa» lavorati da Girolamo Pavan.
Verso il 1785 la proprietà passò ai Campolongo, ma già nel 1809 ne risulta titolare Bianca di Salvadore Malta Muttorti. Nel giro di pochi anni si avvicendarono i Tobia, i Piccoli e quindi gli Scopinich, famiglia originaria di Lussinpiccolo alla quale rimase sino all'inizio del Novecento; a questi ultimi si deve l'ampliamento delle adiacenze di ponente e dell'oratorio.
Divenuta dei Gasparetto, dei Del Giudice e dei Winteler, banchieri svizzeri, nel 1938 venne comprata dai Franchin cui appartiene tuttora.

## Descrizione
La villa, vincolata dal 1962, si articola nel palazzo padronale (al centro), nell'oratorio privato (al margine orientale e affacciato al Terraglio), in un gruppo di annessi contigui (a sudovest del palazzo) e in un piccolo fabbricato adibito a serra (al limite settentrionale). Il tutto è inserito nel grande parco.

### Casa padronale
Come già accennato, la casa padronale non è troppo diversa dalla rappresentazione del 1631, tuttavia si notano alcune differenze da rimandare probabilmente a un rifacimento settecentesco.
Si tratta di un volume compatto a pianta rettangolare, sviluppato su due livelli. Gli interni seguono il consueto schema veneziano con salone passante centrale e ambienti minori ai lati.
Il fronte principale è quello orientale, rivolto alla strada, e presenta una forometria regolare, basato su cinque assi verticali e due registri orizzontali. Sull'asse centrale si dispongono al piano terra il portale architravato (con quattro gradini) e al piano nobile una porta-finestra ad arco cieco che dà su un balconcino con balaustri in pietra; quest'ultima si distingue anche per l'archivolto modanato con imposte a capitello dorico e chiave a voluta. Sugli altri assi si distribuiscono finestre architravate con profili lapidei.
La facciata è caratterizzata inoltre da una fascia lungo il basamento, da una marcapiano in corrispondenza del solaio e da una cornice modanata a coronare il tutto. L'abbaino si collega al resto dell'edificio con due volute laterali e termina con un timpano triangolare. Gli abbaini dei fronti secondari dovrebbero risalire ai già citati interventi settecenteschi.
Dello stesso periodo sarebbe anche il  basso fabbricato contiguo al lato nord del palazzo, con funzioni di servizio. Da citare, sulla facciata principale, le finestre architravate del piano terra e il terrazzo al piano superiore. Visto dal ponente si presenta come un volume a due piani perfettamente allineato al fronte ovest della casa padronale, con portale centrale simile a quelli delle facciate laterali della stessa.

### Adiacenze
Gli annessi si dispongono a sudovest della casa padronale in modo contiguo, così da formare un unico lungo fabbricato dal perimetro irregolare. Anche in questo caso l'originale costruzione con pianta "L" ha subito degli ampliamenti che le hanno conferito l'imponenza attuale.
Il complesso, a due piani, presenta un'alternanza di vuoti e pieni sui fronti nord e sud, così da formare delle corti interne parzialmente porticate. Uno degli edifici spicca per il grande portale bugnato; sulla chiave di volta di quest'ultimo è incisa la data 1888.

### Oratorio
Si trova ai limiti orientali della proprietà, in prossimità della strada, e maschera così le adiacenze della villa impedendone una visione complessiva.
Intitolato alla Madonna del Carmine, due lapidi murate rispettivamente sulla facciata e sul lato settentrionale ne attestano la data di fondazione (1702) e di ampliamento (1880). Il campanile è dei primi del Novecento.
La facciata presenta quattro semicolonne con capitelli ionici e basi attiche. Al centro si apre il portale d'ingresso architravato e il tutto e concluso da una trabeazione con fregio pulvinato e cornice dentellata su cui poggia il timpano triangolare; al centro di quest'ultimo si apre un foro quadrilobato. Lungo ciascuna parete laterale si sviluppa una serie di quattro finestre a lunetta. Sempre ai lati si addossano due navate più basse, probabilmente derivate dall'ultimo ampliamento. Il campanile presenta uno stile composito e si caratterizza per la cuspide ottagonale. 
Da una visita pastorale del 1753 sappiamo che vi erano collocate le reliquie della Vera Croce, di san Candido e di sant'Epitteto, mentre in un'altra del 1769 si citano solo quelle della Croce e di san Pietro d'Alcantara.
Sin dai primi tempi fu aperta al pubblico culto, favorendo gli abitanti della zona i quali, dipendendo dalla parrocchia di Carpenedo, erano costretti a recarsi sino alla chiesa dei Santi Gervasio e Protasio per assistere alle funzioni religiose. Vi venne così istituita una mansioneria che garantiva la celebrazione di una messa al giorno; cessata nel 1764, venne ripresa nel 1766 con tre messe settimanali, ma anche questa pratica si interruppe nel 1780. Più tardi, nel 1835, don Domenico Scopinich (figlio dell'allora proprietario) istituì una nuova mansioneria che garantiva almeno una messa per le festività, finanziata dalle rendite di sessanta campi siti a Musestre. Sin dal 1745, inoltre, era usanza svolgere una messa il 16 luglio, festa della titolare Madonna del Carmine, in cui i fedeli ottenevano l'indulgenza plenaria.
Tuttavia le dimensioni dell'oratorio erano esigue, tanto che nel 1868, in occasione di una visita pastorale, il parroco di Carpenedo comunicò al vescovo di Treviso che a Marocco era necessaria una nuova chiesa in grado di accogliere dalle trecento alle quattrocento persone. Servì a poco l'ampliamento del 1880 che vide l'aggiunta delle due navate laterali.
Frattanto le autorità ecclesiastiche intervennero sullo status della chiesa, che nel 1926 divenne curaziale dipendente da Carpenedo. Nel 1931 le venne concesso il fonte battesimale e nel 1934 venne dichiarata curaziale autonoma. Negli anni 1950, infine, fu costruita la parrocchiale della Favorita (intitolata anch'essa alla Beata Vergine del Carmine) e la chiesa di villa Scopinich tornò a rivestire le funzioni di semplice oratorio privato.